# Mecyclothorax deverilli
Mecyclothorax deverilli är en skalbaggsart som först beskrevs av Blackburn 1879.  Mecyclothorax deverilli ingår i släktet Mecyclothorax och familjen jordlöpare. Inga underarter finns listade i Catalogue of Life.